# Wirbelwind flakpanzer
Flakpanzer IV "Wirbelwind" var en selvkørende antiluftskytskanon. Denne selvkørende antiluftskytskampvogn var konstrueret af et panzer IV-karosseri, hvorpå der, i stedet for det traditionelle 75 mm-kanontårn, var monteret en 2 cm vierling antiluftskytskanon. Den første blev indsat i aktiv tjeneste i 1944[kilde mangler].

## Specifikationer
[kilde mangler]
- Våben: Hoved våben: 1x 2 cm Flakvierling 38 L/112.5 3200 skud.
- Sekundære våben: 1x 7.92 mm Mg 34(Maschinengewehr 34) 1350 skud.
- Panser: Fra 10 – 80 mm.
- Motor: 12 cylinder Maybach HL 120 TRM 272 hk
- Vægt: 22 tons
- Mål: Højde: 2,76 m Brede: 2,88 m længde: 5,89 m
- Besætning: Fem mand
- Operations rækkevidde og fart: Rækkevidde: 200 km fart: 40 km/h

## Historie
Som krigen skred frem blev behovet for nær luftforsvar af kampvogne mere og mere presserende og da Pzkmpf IV blev forældet afsatte man produktion til dette.

Wirbelwind var bevæbnet med en åbentårns 2 cm Flakvierling 38 L/112,5 kanon. Et lukket kanontårn havde været bedre beskyttelse af mandskabet, men det var ikke muligt på grund af de store mængder røg, vierling kanonen lavede under skydning[kilde mangler]. Efter en rum tid viste det sig at 2 cm skud var meget ineffektive imod fly i forhold til en 3.7 cm flak 43. Så Wirbelwind blev erstattet af en Ostwind flakpanzer der var udstyret med en 3.7 cm flak 43. Selv om Wirbelwind ikke var så effektiv imod fly som 3.7eren, var den et godt våben mod infanteri[kilde mangler].
Man regner med at der var produceret 87 eller 105 Wirbelwind i krigen. Men uoverensstemmelserne mellem produktionstallene fra fabrikken, som fremstillede wirbelwind, Ostbau Werke, og værnemagtens tjenestetal gør det usikkert at få et præcist tal på hvor mange der blev produceret[kilde mangler]. Tallet var dog under alle omstændigheder for lavt til at wirbelwind kunne spille en afgørende rolle i at udskyde det tyske nederlag i krigen.